# Fire Country
Fire Country è una serie televisiva statunitense co-creata da Max Thieriot, Tony Phelan e Joan Rater, interpretata da Max Thieriot e prodotta da Jerry Bruckheimer. Viene trasmessa sul canale statunitense CBS dal 7 ottobre 2022. In Italia i primi tre episodi della serie sono stati trasmessi su Rai 2 dall'8 gennaio 2023 al 22 gennaio 2023, mentre la stessa è continuata poi con gli episodi successivi dal 24 luglio 2023 su Rai 4. Il 6 gennaio 2023 la serie è stata rinnovata per una seconda stagione, debuttata il 16 febbraio 2024; la terza stagione è andata in onda dal 18 ottobre 2024.

## Trama
Bode Leone è un giovane detenuto con un passato travagliato. Sperando di riscattarsi e abbreviare la sua pena, si unisce a un programma antincendio nel nord della California. Finisce per essere assegnato alla sua città natale, dove deve lavorare insieme a ex amici, altri detenuti e vigili del fuoco d'élite per spegnere gli enormi incendi che affliggono la regione.

## Episodi
| Stagione         | Episodi | Prima TV USA | Prima TV Italia |
| ---------------- | ------- | ------------ | --------------- |
| Prima stagione   | 22      | 2022-2023    | 2023            |
| Seconda stagione | 10      | 2024         | 2024            |
| Terza stagione   | 20      | 2024-2025    | 2025            |

## Personaggi e interpreti

### Personaggi principali
- Bode Donovan / Leone (stagione 1-in corso), interpretato da Max Thieriot, doppiato da Flavio Aquilone. Un detenuto che si unisce a un programma antincendio nel nord della California. A causa della morte della sorella e poi della rapina ha cambiato cognome per non infangare ulteriormente la famiglia. Nella seconda stagione scopre di poter avere una figlia e durante il finale ottiene la libertà vigilata. Nella terza dopo un duro addestramento diventa pompiere
- Vince Leone (stagione 1-in corso), interpretato da Billy Burke, doppiato da Christian Iansante. Capo del battaglione 1508, marito di Sharon e padre di Bode, che disprezza poiché lo incolpa della morte della figlia Riley. Durante la serie si riappacifica con lui, facendogli riprendere il cognome Leone.
- Sharon Leone (stagione 1-in corso), interpretata da Diane Farr, doppiata da Sabrina Duranti. Capo della divisione, moglie di Vince e madre di Bode, a differenza del marito è felice del ritorno del figlio. Durante la stagione si scopre essere malata. Una volta curata, diventa semplicemente pompiere.
- Manny Perez (stagione 1-in corso), interpretato da Kevin Alejandro, doppiato da Simone D'Andrea. Supervisore dei detenuti e padre di Gabriela, da giovane è stato detenuto e pompiere volontario. Nella seconda stagione entra nella squadra di Vince. Agli inizi della terza a causa di problemi con la legge torna nel programma antincendio come detenuto.
- Gabriela Perez (stagione 1-in corso), interpretata da Stephanie Arcila, doppiata da Giulia Franceschetti. Atleta olimpica e figlia di Manny, stanca della vita sportiva, entra nei pompieri e poi paramedico
- Eve Edwards (stagione 1-in corso), interpretata da Jules Latimer, doppiata da Sara Crestini. Un'abile vigile del fuoco al comando di Vince. Nella seconda stagione prende il posto di Manny come supervisore.
- Jake Crawford (stagione 1-in corso), interpretato da Jordan Calloway, doppiato da Alex Polidori. Vigile del fuoco al comando di Vince e fidanzato di Gabriela, poi di Body. Nella seconda stagione è promosso a capo squadra.

### Personaggi secondari
- Riley Leone (stagione 1), interpretata da Jade Pettyjohn. Sorella di Bode, muore in un misterioso incidente automobilistico. Era anche l'ex ragazza di Jake.
- Luke Leone (stagione 1-in corso), interpretato da Michael Trucco. Fratello di Vince e zio di Riley e Bode.

## Produzione

### Sviluppo
Nel novembre 2021, la CBS ha annunciato che stava sviluppando una serie con Max Thieriot, Tony Phelan e Joan Rater, basata sulle esperienze di Thierot. La potenziale serie era allora conosciuta come Cal Fire. Il pilot è stato scritto da Phelan e Rater, con Thieriot come co-sceneggiatore, e diretto da James Strong. La serie ha debuttato il 7 ottobre 2022.

### Riprese
Le riprese della serie sono iniziate nel luglio 2022 a Vancouver, in Canada, e dovrebbero continuare fino a dicembre 2022. La serie utilizza il vicino villaggio di Fort Langley per raffigurare la città immaginaria di Edgewater, nella California settentrionale.

### Casting
Nel febbraio 2022, è stato annunciato che Max Thieriot avrebbe recitato nella serie. Nel marzo 2022, Billy Burke e Kevin Alejandro hanno ricevuto i ruoli principali nel pilot. Pochi giorni dopo, è stato annunciato che Diane Farr, Jordan Calloway, Stephanie Arcila e Jules Latimer sarebbero apparsi come personaggi regolari della serie.